# He Hongmei
He Hongmei (en chino: 何红梅; 12 de junio de 1983) es una deportista china que compitió en judo. Ganó una medalla en los Juegos Asiáticos de 2010, y dos medallas en el Campeonato Asiático de Judo en los años 2009 y 2012.

## Palmarés internacional
| Juegos Asiáticos    | Juegos Asiáticos     | Juegos Asiáticos  | Juegos Asiáticos |
| Año                 | Lugar                | Medalla           | Categoría        |
| ------------------- | -------------------- | ----------------- | ---------------- |
| 2010                | Cantón (China)       | Medalla de bronce | –52 kg           |
| Campeonato Asiático |                      |                   |                  |
| Año                 | Lugar                | Medalla           | Categoría        |
| 2009                | Taipéi (Taiwán)      | Medalla de oro    | –52 kg           |
| 2012                | Taskent (Uzbekistán) | Medalla de bronce | –52 kg           |